# 최진영 (배우)
최진영(崔眞永, 1970년 11월 17일 ~ 2010년 3월 29일)은 대한민국의 배우이자 가수이다. 광고계, 영화계, 방송계, 음악계, 연극계 등 다양한 분야에서 활동했다.
고등학교 1학년 때부터 광고 모델 등으로 활동하다가 영화 《그래 가끔 하늘을 보자》(1990년)에 조연으로 출연하면서 본격적인 배우의 길을 걷게 되었다. 이후 배우로서 TV 드라마로 활동 영역을 넓혔고 연극 무대에도 섰다. 1999년부터는 가수로서도 활동하였다.
최진영과 최진실은 대한민국의 대표적인 남매 배우였다. 이들은 남다른 우애로 유명했고, 연예계 생활을 먼저 경험한 최진영은 배우 최진실의 성공에 결정적인 역할을 하였다. 최진실이 2008년에 41세로 갑작스럽게 세상을 떠났고, 최진영 또한 2010년에 41세로 갑작스럽게 세상을 떠나면서 대한민국 사회에 큰 충격을 주었다.

## 생애

### 학력
- 서울불광초등학교 졸업
- 대성중학교 졸업
- 숭실고등학교 졸업
- 경원대학교 문예창작과 입학[8]
- 한양대학교 연극영화학과 입학(2009년)

### 유년기 및 청소년기
1970년 11월 17일, 서울특별시 은평구에서 아버지 최국현과 어머니 정옥숙 사이에서 1남 1녀 중 둘째로 태어났고, 그곳에서 자랐다. 누나는 배우 최진실이다. 배우 최재성과는 6촌 관계이고 최재성의 아버지이자 최국현의 사촌 형인 최상현은 연극 배우 출신의 KBS 드라마 연출가였다. 경복고등학교 재학 시절 연극 동아리에서 활동했던 최국현은 KBS 탤런트 공채 시험에 합격하기도 했으나 경찰 공무원이었던 최진영의 할아버지의 반대에 부딪혀 배우의 꿈을 접었다고 한다. 최상현이 최국현을 돕기 위해 삼촌을 설득했으나 받아들여지지 않았다고 한다. 최진영의 외조부는 조선인민군에 협력했다는 혐의로 보국대에 끌러가 몇일 동안 고문을 받았다.
그의 외숙부는 소설가였다.
누나 위로 이복형제가 두 명 있다. 시 창작과 그림에 소질이 있던 미용사 정옥숙은 1968년 9월 28일 9살 연상이자 택시 운전사 최국현과 결혼하였고 최국현에게 따로 자식이 둘이나 있다는 사실을 결혼 후에 알게 되었다. 최진영이 태어나던 해에 최국현이 결핵성 늑막염에 걸려 앓아눕게 되고 그러면서 소유하던 택시를 팔 정도로 가산이 급격히 기울게 되었다. 건강 회복 후 최국현이 중동에 노동자로 나가 있는 기간에 부쳐오는 돈으로 정옥숙이 집도 장만하고 경제적으로 잠시 안정되었는데 중동에서 돌아온 최국현이 노름과 사업에 빠지면서 가산을 탕진하게 되었다. 최진실은 편애하고 최진영은 학대하던 최국현은 최진영이 중학교 3학년 때인 1985년에 가출하였고 13년 후인 1998년 10월에 정옥숙은 최국현과 이혼했다. 정옥숙은 자녀 돌봄 노동을 전담하다가 최진실과 최진영이 사회적, 경제적으로 안정되었을 때 비혼자로 복귀한 것이었다. 이는 정상 가족 신화가 팽배한 사회에서 부모들이 흔히 보이는 태도여서 정옥숙만의 특별한 모습은 아니었다. 최진실과 최진영은 정옥숙의 기여에 대해 충분히 보상했다. 최진영은 최국현의 정조 의무 위반, 폭력, 아동학대 등에 대해 부정적으로 평가했고 그것을 보고 자란 자신이 혹시 최국현을 따라할 수 있어 경각심을 갖고 살고자 비혼자, 무자녀자 포지션을 견지했다.
돈을 벌면 그 돈 들고 정기적으로 단기 가출을 하고 집으로 돌아올 때는 언제나 여자 하나 달고 나타나던 최국현이 1985년에는 완전히 가출해버리자 정옥숙은 본격적으로 돈벌이에 나서게 되었다. 경제공동체를 재결성하게 된 정옥숙은 화장품 외판원, 포장마차 운영을 하게 되고 고등학교 2학년이던 최진실도 햄버거 가게에서 일을 하게 되었다. 안정된 잠자리도 확보하지 못하던 시절이라 중학교 3학년이던 최진영도 노숙을 전전하다 잠시 공장에서 일을 하기도 했는데, 이 때 쇠를 깎는 기계에 다리를 다치기도 하였다. 이후 고등학교 1학년이 되면서 6촌 형 최재성의 도움으로 광고 모델이 되었고 이 일을 하며 정옥숙이나 최진실보다 수입이 괜찮아 가족의 생계를 책임진다는 자세로 모델 일에 성실하게 임하게 되고 고등학교 3학년 때는 최진실의 연예계 입문에도 좋은 조언자가 되어 주는 위치에 이르게 되었다. 잠시 노숙하던 시기에 주머니에 얼마간 돈이 있어 빵을 사서 먹고 있는데 주변 노숙인들이 자신을 부럽게 바라보는 모습을 보며 자신은 그래도 살만하구나라고 느꼈고 삶의 의지를 다졌다고 한다.
최진영은 어린시절부터 기타 연주 습득에 열정을 보이는 등 음악에 흥미가 있었고 노래에 소질이 있었으며 가수 조용필을 동경하였고 유명한 가수들의 노래를 따라부르는 것을 즐겼는데, 주위 사람들로부터 허스키한 목소리가 매력적이라는 소리를 듣기도 하였다. 최진영은 1992년에 MBC 《토요일 토요일은 즐거워》에서 조용필을 만날 기회가 있었는데, 최진영은 배우로서 무대에서 노래 한 곡을 하게 되었고 그 모습을 본 조용필이 최진영에게 "너 노래할 생각 없니? 네가 노래를 하고 싶은 마음이 있으면 내가 제작을 하겠다"라는 제안을 하기도 하였다.
최진실이 노래는 잘 못하고 그림을 잘 그린 반면 최진영은 그림은 잘 못그리고 노래를 잘했다. 그래서 숙제로 그림을 그려야 할 때 최진영은 최진실의 도움을 받는 경우가 많았고 최진실은 최진영의 노래를 듣는 것을 즐겼다. 최진영은 최진실의 그림 실력을 부러워했고 최진실은 최진영의 노래 실력을 부러워했다. 최진영은 시험 기간에 놀 것은 다 놀면서도 성적이 좋아 시험 준비하느라 바쁜 최진실은 최진영의 머리를 부러워하기도 했다. 최진실은 최국현이 자신은 편애하면서 최진영은 괴롭힌 것을 부정적으로 평가했다. 하지만 최진영이 머리가 좋은 것은 최국현의 악랄함 속에서 살아남기 위해 애쓰다보니 그렇게 된 면이 있다고 의미를 짚기도 했다. 최진실은 학교에서 빵을 받으면 반쪽은 꼭 집으로 가져와 최진영에게 먹이곤 했다. 최진영은 1988년 최진실의 프로필 사진도 찍어주고 그 사진들로 모델 에이전시에 홍보도 다니며 최진실 시대를 여는 데 결정적 역할을 했다.
최진영은 최진실과 연기를 하며 잘 놀았다. 그렇게 평소에 연습해둔 것을 명절 때 친척들을 앞에 두고 공연을 하곤 했다. 최진영이 중학생일 때 최재성은 KBS 1TV 《고교생 일기》에 출연하고 있었다. 최진영과 최진실은 서로에게 좋은 연기 파트너였고 이에 둘은 1986년 KBS 탤런트 공채 시험에 합격하기도 했으나 6개월 과정의 연수비 38만 원을 마련하지 못해 그 커리어를 이어가지는 못했다. 하지만 최진영은 결국 4년 후에 배우의 길을 걷게 되었다. 최진영과 최진실은 희로애락을 함께 나누면서 일생동안 정신적으로 깊은 교감을 나누었다.

### 청년기 이후

#### 활동 개요
- 고등학교 1학년 때부터 광고 모델로 활동하였다. 주로 교복 모델을 했다.[16]
- 1989년 - 뮤지컬에 출연하였다.[17]
- 1990년 - 최진실의 영화 《남부군》 고사 현장에 따라갔다가 영화제작자 이춘연의 눈에 띄어 영화 배우로 데뷔하였는데, 영화 《그래 가끔 하늘을 보자》에 조연으로 출연하였다.[18]
- 1991년 - 영화 《있잖아요 비밀이에요 2》는 1980년대 교복 자율화 세대를 다룬 하이틴 영화인데, 최진영과 최진실이 친구로 함께 출연하여 화제가 되었다. 12월에 청룡영화상 시상식에서 최진실은 《수잔 브링크의 아리랑》으로 여우 주연상에 노미네이트되었고 인기 스타상을 수상했으며, 최진영은 《산산이 부서진 이름이여》로 신인 남우상을 받아 이들은 최초의 남매 수상자가 되었다.
- 1992년 - 3월에 KBS 《92 고래사냥》에 주연으로 출연하면서 TV 드라마로 그 활동 영역을 넓혔다.[19]
- 1993년 - 경원대학교 문예창작과에 입학하였다. MBC 《우리들의 천국》에 조연으로 출연하면서 청춘스타로서 입지를 다지게 되었다.
- 1994년 - 육군에 입대하였다.[20][21] 군 복무 기간 동안 총 21편의 영화에 출연하였다.[22]
- 1995년 - 군 홍보 영화 《멀고 먼 해후》에 주연으로 출연하였다. 이 영화는 한국 전쟁 특집극으로 텔레비전에서 방영하였다.
- 1996년 - 군 홍보 영화 《젊음의 문을 열고》에 주연으로 출연하였다. 군 제대 후 2월에 SBS 《도시남녀》에 주연으로 출연하였다. 11월에 KBS 《아내가 있는 풍경》에 주연으로 출연하였다. 12월에 MBC 《사랑한다면》에 조연으로 출연하였다. 영화 《깡패 수업》에 조연으로 출연하였다.
- 1997년 - 9월에 MBC 《방울이》에 주연으로 출연하였다.
- 1998년 - 영화 《러브 러브》에 단역으로 출연하였다.
- 1999년 - 'SKY'라는 예명으로 가수로 데뷔하였다. 11월에 1집 앨범 《Final Fantasy》를 발매하였다. 가수 데뷔시 '영원' 뮤직비디오가 먼저 공개되었는데, 이 뮤직비디오는 애절한 가사와 멜로디 그리고 호소력 짙은 목소리, 배우 장동건·차인표·김규리 등의 화려한 출연진과 한 편의 영화같은 영상으로 많은 사랑을 받았고, 그러면서 목소리의 주인공에 대한 관심이 증폭되었고, 그 주인공이 배우 최진영이라는 사실이 밝혀지면서 큰 반향을 불러일으켰다.[23] 가수 조장혁이 '영원'의 디렉팅을 맡았다.[24]
- 2000년 - SBS 가요대전에서 록 부문에서 수상하고 대한민국영상음반대상에서 신인가수상을 탔다. 1집 앨범 수록곡인 '반전(反轉)'은 영화 《아나키스트》(2000년) 뮤직비디오로 만들어져 선보이기도 하였다.[25] 7월에 최진실과 롯데칠성의 미과즙 음료 '2% 부족할 때' 광고에 함께 출연했다.[26]
- 2001년 - 3월에 납치될 뻔한 사건을 겪었다.[27] 11월에 2집 앨범 《영원 Ⅱ》를 발매하였다.
- 2002년 - 1월에 최진실과 함께 토크 쇼 KBS 《서세원 쇼》에 출연하였다.[28]
- 2004년 - 9월에 3집 앨범 《Sky The 3rd》를 발매하였다. 3집 앨범 수록곡인 '백야'는 배우 권상우가 메인 모델인 화장품 광고에 삽입되기도 하였다.[29]
- 2005년 - <아이기스엔터테인먼트>의 기획이사가 되었다.
- 2006년 - 7월에 '백혈병 어린이 돕기 자선 패션쇼'에 동참하였다. 이 행사는 '모델라인 발전위원회', 모델협회 자선단체 '사랑의 손길', 슈퍼모델 봉사단체 '아름회', 디자이너 '김삼숙'이 연대하여 마련한 행사였다.[30] 12월에 최진실과 함께 여성의식캠페인 사진전에 참여했다. 이 사진전은 출산을 중심으로 가족의 의미를 담아낸 특별한 사진전으로, '여성'을 주제로 다양한 캠페인을 열고 있는 세정의 여성의식캠페인 오프닝 행사였다. 이 사진전에는 최진실·최진영 남매 외에도 다수의 유명인이 참여했다. 이 여성의식캠페인은 대통령직속저출산고령화사회위원회, 홀트아동복지회, 아름다운가게 등이 동참한 행사였다.[31][32]
- 2007년 - KBS 《사랑해도 괜찮아》에 주연으로 출연하면서 배우로서 활동을 재개하였다.
- 2008년 - 11월에 조장혁의 6집 타이틀곡 '희재(熹渽)' 뮤직비디오에 출연하였다.[33] 연탄배달, 재난지역복구활동 등 자선활동에 참여하였다.[34][35]
- 2009년 - 한양대학교 예술학부 연극영화학과에 입학하였다.[36] 6월에 한양대학교 교수 최형인이 연출하는 연극 《한여름 밤의 꿈》에 출연하면서 연극 무대에 섰다.[23] 대학생으로서 성적 장학금을 받았다.[37][38]
- 2010년 - 2월에 <엠크라우드엔터테인먼트>와 계약을 맺었다. 3월에 <엠크라우드엔터테인먼트>와 기자단의 간담회가 열렸고, 최진영도 기자간담회에 참석하여 연예계 활동과 관련하여 향후 계획을 밝혔다.[23][39][40][41]

### 사망

최진영은 누나 최진실의 생전에도 누나를 도와 조카들의 양육에 힘을 썼고, 최진실의 사후에도 어머니와 함께 최진실의 두 자녀를 양육했다.
2009년 5월 28일에 대법관 박시환은 폭행과 여론조작 피해자 최진실한테 손해배상청구를 한 소송의 원고 패소 판결을 내렸던 2심에 대해 파기환송 판결을 내렸고 2010년 2월 9일에 이대경은 박시환의 판결 내용을 반영하여 원고 일부 승소 판결을 내렸다. 인권단체는 박시환이 최환희, 최준희를 공격하는 판결을 내렸다고 비난했다. 폭행범이자 여론조작범 손을 들어준 셈이 된 이 판결이 있은 후 48일째가 되는 날인 2010년 3월 29일 최진영은 자택에서 스스로 목숨을 끊었다. 직접 사인은 경부압박질식사이고, 유족들의 요구로 부검은 하지 않았다.
2010년 3월 31일 발인식을 갖고 한양대학교 노제를 거쳐 경기도 성남시립승화원에서 화장되어 경기도 양평군 양수리에 있는 갑산공원 내 최진실 곁 가묘(假墓)에 안장되었다. 최진영의 영정 사진은 배우이자 사진작가인 조민기의 작품으로, 연극 《한여름 밤의 꿈》(2009년)의 홍보용 사진이었다.
2010년 4월 2일 갑산공원에서 최진영의 삼우제가 있었다. 2010년 5월 16일 갑산공원에서 최진영의 사십구재가 있었다.
2010년 7월 6일 사후 100일째 되는 날을 맞아 정식묘에 재안장되었다. 가묘로 안장된 곳에서 2m가량 자리를 옮겨서 최진실 곁에 좀 더 가까이 위치하도록 조치되었다. 각자의 비석에 새겨진 두 사람은 서로를 바라보며 웃고 있는 구도로 배치되었다. 납골묘 상단에 얹어진 최진영의 비석에는 "나 언제라도 저 하늘이 날 부를 때 한없이 사랑했던 추억만은 가져갈게"라는 최진영의 가수 데뷔곡 ‘영원’의 가사와 악보도 새겨졌다.

#### 추모
2010년 3월 29일 최진영의 미니홈피에 100만여 명의 네티즌들이 방문하였고, 많은 이들이 방명록에 추모글을 남겼다. 트위터에는 최진실·최진영 남매의 온라인 합동 분향소가 마련되어 네티즌의 온라인 추모가 이뤄졌다. 최진영은 20여 년 동안 연예계 생활을 하면서 크고 작게 허위사실 유포를 겪었는데, 누나 최진실의 사망 후에도 악성 루머와 악성 댓글 등에 시달렸다. 그 일에 대해 뒤늦은 사과의 글을 올리는 네티즌도 있었다.
최진영의 장례식장에 참석한 록 밴드 <부활>의 리더 김태원은 "개인적으로 아름다운 친구라고 생각한다"라고 말하며 최진영을 회상하였고, 그의 죽음에 애도를 표했다. 김태원은 최진영에게 '백야'라는 곡을 주었던 인연이 있었다.
2010년 3월 30일 Mnet 《와이드 연예뉴스》가 최진영을 추모하기 위해 <최진영 히스토리>편을 방송했다.
2010년 4월 1일 가수이자 사진작가인 빽가(본명 백성현)는 최진영의 미공개 사진 18장을 자신의 미니홈피에 공개하며 최진영을 추모했다.

## 최진실사후 발생한 사건
- 2008년 10월 2일 누나 최진실의 사망으로 최진실의 두 자녀는 유산을 상속받게 되었는데, 조성민이 그 유산을 관리하는 것에 대해 권리를 행사하려고 하면서 조성민에게 그럴 자격이 있느냐를 두고 사회적 논란이 일었다. 과거 최진실이나 최진실의 자녀에 대해 위법행위를 저지른 사실이 언론을 통해 널리 알려진 바 있을 뿐만 아니라 2008년 10월호 여성잡지를 통해 최진실의 두 자녀에 대해 면접교섭의 의무를 이행한 바 없다고 말하고 이행하지 않겠다는 뜻을 적극적으로 표현하는 행위도 하였는데, 이는 해당 아동들의 면접교섭권을 공공재 기능을 하는 언론을 통해 침해하는 행위를 저지른 것이기 때문이다.[76][77][78][79][80] 조성민은 언론을 통해 "유산 내역을 알고 싶다. 유산이 제3자에 의해 관리되기를 바란다"라는 자신의 입장을 밝혔다.[81][82] 2008년 12월 8일 조성민은 자신의 입장을 철회하는 기자회견을 열었는데, 이 자리에서 "양육권, 법률행위대리권, 재산관리권 등을 사퇴하는 법적 절차를 밟을 것이다"라는 자신의 입장을 밝혔다.[83] 이로써 이 문제는 사법기관의 개입 없이 일단락되었다. 최진영의 어머니 정옥숙이 양육권, 법률행위대리권, 재산관리권을 가졌다.[84][85][86]

- 2009년 8월 15일 최진실의 유골이 도난당한 현장이 발견되었고[87], 2009년 8월 25일 유골도난범이 체포되고 유골도 되찾았으며[88], 2009년 9월 28일 최진실의 유골은 갑산공원에 재안장되었다[89].

- 2004년 8월 1일 최진실은 조성민으로부터 가정폭력의 피해를 당했고 쌍방폭행이라는 조성민의 주장에 해명·반박하기 위해 자신의 멍든 얼굴을 언론에 공개하였으며[90][91], 이로 인해 광고주로부터 손해배상청구소송을 당했다.[92] 이 사건은 최진실 생전에 1심에서 원고 일부 승소 판결을 받았고 2심에서 원고 패소 판결을 받았으며 2심 판결에 불복한 광고주가 상고한 상태라서 최진실 사망시에는 3심 재판이 진행 중이었다. 2009년 5월 28일에 대법원은 파기환송 판결을 내렸으며, 2010년 2월 9일에 서울고등법원은 이 사건에 대해 원고 일부 승소 판결을 내렸다.[93][94][95][96]

## 사후 발생한 사건

### 묘지 사기
2011년 7월 18일, MBC 《기분 좋은 날》은 최진실과 최진영 남매의 묘지가 강제 이장 위기에 처해 있는 상황을 방송했다. 양평군청의 측량 결과, 최진실과 최진영의 묘지가 개발 제한 구역 내에 위치해 있다는 사실이 밝혀졌다. 한편, 갑산공원 재단은 최진실이 안장되어있다는 사실을 홍보에 이용하고, 이 광고를 보고 찾아온 사람들에게 불법 묘지 자리를 명당 자리로 속여서 분양하여 42억 원의 부당 이익을 챙겼다. 2011년 7월 12일, 양평 경찰서는 이 사기사건의 가담자들을 구속하였다.

## 영향
2012년 11월 25일 가수 박완규는 MBC 《나는 가수다 II》에서 최진영의 '영원'을 선곡해 경연에 나섰고, 2015년 8월 15일 가수 DK(본명 한대규)도 KBS 《불후의 명곡》에서 동일곡으로 참여해 자신이 가수가 되는 데 영향을 준 곡이라고 설명했다.

## 인간관계
- 최진영은 평소 축구를 즐겼고 연예인 축구팀에서 활동하였다.[102][103]

- 2010년 10월 26일, 배우 성동일은 연극계에서 방송계로 활동 영역을 바꾸게 된 계기를 밝혔는데, KBS 《김승우의 승승장구》에서 성동일은 "연극 무대에 서면서 극심한 생활고에 시달렸다. 10여 년 동안 연극 배우로 번 돈이 고작 120만 원뿐이었다. 최진영이 'SBS라는 새 방송국에서 공채를 모집한다'라고 말해주었다. 최진영의 권유로 공채 탤런트 시험에 응시했다. 공채에 한번에 합격했다"라고 말했다. 성동일은 친구 최진영의 권유로 1991년 SBS 공채 1기 탤런트 시험에 응시하게 되면서 방송계에 입문하게 되었고, 공채 합격 직후 자신의 어머니에게 "이제 고생 끝났다"라며 큰소리를 쳤지만, 그 후 7년 동안 단역을 주로 맡다가 SBS 《은실이》(1998년)로 본격적으로 자신의 이름을 대중에 알리게 되었다.[104][105]

- 2010년 12월, 최진영의 친구들은 서울특별시 노원구 중계동 일대에서 불우이웃돕기 자선행사인 '3.6 프로젝트'에 참여하였다. 이곳은 최진영이 한양대학교 합격 후 봉사활동을 펼쳤던 곳이기도 하였다. 이 행사에는 가수 빽가, 배우 김승현, 피아니스트 이루마, 코미디언 문세윤, 골퍼 홍진주, 배우 이켠, 배우 손은서, 몽드드 대표이사 유정환 등과 최진영의 두 조카인 최환희와 최준희 등이 참여하였다. 이들은 지역 영세독거노인, 장애가정, 차상위빈곤층 가구 등에 연탄과 생필품 등을 전달하고, 150인 분의 식사를 준비해 어려운 이웃과 함께 식사를 나누고, 작은 음악회를 가졌다. 최진영의 어머니 정옥숙은 이 행사에 쌀과 라면 등을 협조하며 아들의 친구들과 뜻을 함께 하였다. 이 모임은 최진영의 생전부터 이어져온 것으로서, 이 모임의 구성원들은 해마다 보육원과 장애인 시설 등을 방문하고 사진 전시회와 작은 음악회 등을 열며 사랑나눔과 재능나눔 등을 실천하였다.[106][107][108][109][110]

## 기타
- 2002년 12월 18일 오후 2시 조성민은 기자들을 소집해서 최진영을 상대로 명예훼손 행위를 저질렀다. 조성민은 최진실을 상대로 간통질, 폭행질, 사기질을 저지른 상태에서 추가적으로 여론조작질까지 저지른 것이다. 자신이 저지른 간통질, 폭행질, 사기질에 대해 각기 쌍방과실을 주장하며 여론조작질을 한 것이다. 하지만 이혼 타령하면서 피해자 행세를 아무리 열심히 해봐야 가정법원이 아닌 기자회견장에서 그런 것이라서 장소 자체로써 여론조작을 하고 있음이 입증되었다. 이 사기질과 여론조작질은 정옥숙과 최진영을 상대로도 저질렀다. 조성민은 최진실, 최진영, 정옥숙한테 각각 1억 원씩 빌렸고 갚지 않았고 갚지 않겠다는 행동을 한 것이다. 조성민은 동시에 최진영이 최진실의 사주를 받아 자신의 간통상간녀를 납치한 것처럼 말하며 허위 날조 정보를 유포하기도 했다. 채권자 최진영은 채무자가 자신들을 악덕사채업자인 것처럼 말하며 허위 날조 정보를 유포하자 정옥숙과 함께 원금 회수에 나섰는데, 바로 법적 절차를 밟아 2년 후인 2004년 8월 23일 법원의 관련 판결이 나왔다. 물론 최진실도 2003년 10월 23일 채무 변제를 요구하는 이혼합의서를 조성민에게 전달했고 조성민은 이 이혼합의서를 팩스로 기자에게 뿌림으로써 자신의 바닥을 또다시 드러냈다. 2002년 12월 18일과 2004년 8월 23일 사이에 조성민은 돈 없다고 울고 다니고 조성민의 아버지 조주형은 돈 있다고 하면서 자기 돈은 받지 않는다고 최진영 등을 비난하고 다녔다. 채권자는 채무자한테 직접 돈을 받는 것이 상식이라서 조주형은 그 돈을 아들한테 줘서 신속하게 채무 변제하게 하면 되는데 아들의 채권자를 상대로 명예훼손을 저지르며 조성민의 사기 행위를 도왔다. 2004년 9월 1일 조성민은 3억 원을 갚는 대신 3억 원에 친권을 팔았다. 그런 짓을 저질러놓고도 반성은커녕 면접교섭 의무 조항을 위반하며 계속적으로 최환희와 최준희의 권리를 침해했다. 최진실의 사망 직후에도 돈에 환장한 본성을 숨기지 못하고 날뛰다가 여론의 뭇매를 맞았다. 최진실, 최진영, 정옥숙에 대한 여론조작질도 반성은커녕 죽을 때까지 저질 기자들을 동원하여 이어갔고 그 저질 기자들은 조성민의 사망 후에도 그 여론조작질을 확대재생산하는 데 혈안이 되어 매달렸다. 이러한 가짜뉴스 생산 메커니즘은 몇 년 후 비단 연예인만의 문제가 아니라 사회 전 분야로 퍼져 공동체 곳곳을 썩게 만드는 지경에 이르르자 2019년 1월 8일 대통령 문재인도 국무회의에서 가짜뉴스에 대한 적극적인 대처를 공개적으로 주문할 정도가 되었기에 최진실, 최진영, 정옥숙이 받은 피해는 충분히 짐작되고도 남았다.
- 2006년 6월 8일 오전 5시 외제차(벤츠)를 몰고 가다가 신호 위반을 했다. 이 때 타인의 외제차(그랜저)에 경미한 스크래치를 냈지만 그 사실을 인지하지 못하고 그대로 지방(대구광역시)으로 내려갔다. 그 상황을 목격한 영업용 택시 기사가 최진영의 차 번호를 확인한 후 경찰에 신고하였다. 같은 날 오전에 지방에서 경찰 출석 요구를 받았고 같은 날 오후 9시 30분에 강남경찰서에서 3시간 정도 조사를 받았다. 경찰 조사를 받으면서 혈액 검사도 받았지만 그 결과에 위법적인 측면은 없었다. 네티즌들의 음주 운전 의혹 제기에 '음주 행적 조사'도 따로 실시했지만 이 조사에서도 음주 운전은 입증되지 않았다. 경찰서에서 교통사고 경위 조사를 받기 직전 가진 인터뷰에서 최진영은 "상대방이 별다른 반응을 보이지 않아 접촉 사고가 난 줄도 전혀 모르고 지방에 갔다 왔다. 경찰서에서 연락을 받은 뒤에야 사고가 났다는 사실을 알게 됐다. 뒤늦게 경찰 연락을 받고서야 오른쪽 헤드 라이트에 까만 색 페인트가 묻어있는 것을 발견했다"고 말했다. 같은 시간 강남경찰서의 교통사고조사계 구성원은 "사고 자체는 경미한 사고로 큰 일은 아니지만, 연예인이다보니 일이 커진 것 같다. 그렇지만 정확한 사고 경위를 조사해 도로교통법상 신호위반, 특가법상 도주 혐의 등이 인정되면 벌금형 정도의 처벌을 받게 될 것이다"라고 말했다.[111] 최진영의 경찰서 진술 직후 인터뷰에서 강남경찰서 구성원은 "음주측정 결과 음주는 하지 않은 것으로 판명됐다. 그 부분에 대해서는 따로 조사할 수 없다. 사람마다 다르지만 일반적으로 12시간 ~ 16시간 정도는 술기운이 남아있는 상태이다. 뺑소니(특가법상 현장조치불이행)에 대해서 최진영이 인정해 석방하게 됐다. 조사는 계속 진행된다. 피해자와 영업용 택시 운전자를 불러서 대질 심문도 할 예정이다. 사고 차량에 스크래치가 경미하게 났다. 피해 흔적으로 봐서 운전자가 안에서 유리창을 닫고 있으면 모를 수 있다고 판단된다"고 말했다.[112][113][114][115][116] 이후 피해자는 전치 3주의 진단을 받았고 이에 차량 손상 비용과 인체 손상 비용에 대해 피해자와 합의가 되어 민사상 법적 절차는 밟지 않았고 2006년 9월 28일 형사상 벌금 500만 원에 약식기소되었다.[117][118][119][120]
  - 몽드드 대표이사 유정환은 2010년 11월 20일 SBS 《그것이 알고싶다》 779회 <연예인 자살, 누구도 말하지 못한 이야기>에서 이 사건과 관련하여 수면제와 연결시키는 자의적 발설을 하였고 이후 SBS 《그것이 알고싶다》는 2016년 7월 16일 또 1040회 <악마의 속삭임-연쇄 사망 사건의 범인은 누구인가>를 통해 유정환의 말을 재언급하였는데, 이런 행태를 보인 유정환은 본인이 자신이 말한 대로 행동하여 징역형에 처해졌다.[121][122]

- 2006년 8월 31일 연예기획사 <미디어황제>로부터 '최진영은 계약기간 중 음반 2장을 내기로 하고 계약을 맺었으나, 개인적인 사정을 핑계로 음반제작과 활동을 소홀히 했다. 최진영은 지난 2004년 9월 음반 1장만을 발매하면서 홍보활동을 제대로 하지 않아 회사는 음반과 뮤직비디오 제작비와 매니저 비용을 고스란히 떠안게 됐다'는 이유로 전속계약금 3억 원을 반환하라는 소송을 당했다. 이에 대해 최진영은 "회사(미디어황제)와는 지난 2003년초 2년 전속계약을 맺어 작년 초 계약이 끝난 상황이다. 계약기간 중에도 회사는 음반낼 능력이 없어 지원도 제대로 못해줬고, 음반시장도 안좋아 한참을 기다리던 끝에 지난 2004년 3집 음반을 내 필리핀에서 뮤직비디오까지 찍고 최대한 활동했다. 일도 못 잡고 코디도 나오지 않는 상황에서도 최대한 활동했었다. 계약기간 중에는 물론 계약이 끝난 이후에도 다른 일도 못하고 계속 기다렸는데 이런 일이 생길 줄 몰랐다"고 말했다.[123] 이 소송은 2007년 11월 28일 1심 승소 판결이 났고 2009년 4월 2일 2심 승소 판결이 나서 최진영이 모두 승소했다.[124][125]

## 가족
- 어머니 : 정옥숙(1945년 ~ )
- 누나 : 최진실(1968년 ~ 2008년)
- 남동생: 최서준(1977년 ~ )
  - 첫째 조카 : 최환희(2001년 ~ )
  - 둘째 조카 : 최준희(2003년 ~ )

## 작품

### 텔레비전 드라마
- KBS 《92 고래사냥》(1992년) - 병태 역
- MBC 《우리들의 천국》(1993년)
- SBS 《도시남녀》(1996년)
- KBS 《아내가 있는 풍경》(1996년)
- MBC 《사랑한다면》(1996년) - 이혁준 역
- MBC 《방울이》(1997년)
- KBS 《사랑해도 괜찮아》(2007년) - 강석훈 역

### 영화
- 《그래 가끔 하늘을 보자》(1990년)
- 《있잖아요 비밀이에요 2》(1990년)
- 《이태원 밤하늘엔 미국 달이 뜨는가》(1991년)
- 《열 아홉의 절망 끝에 부르는 하나의 사랑 노래》(1991년)
- 《산산이 부서진 이름이여》(1991년)
- 《스무 살까지만 살고 싶어요》(1991년)
- 《멀고 먼 해후》(1995년)
- 《젊음의 문을 열고》(1996년)
- 《깡패 수업》(1996년)
- 《러브 러브》(1998년)

### 연극
- 《한여름 밤의 꿈》(2009년) - 드미트리어스 역

### 광고
- 오리온 '후라보노 셀렉트'[126]
- 롯데칠성음료 '쌕쌕'
- 롯데칠성음료 '2%부족할때'

## 교양 및 예능
- MBC 《유쾌한 스튜디오》(1992년 4월 5일)
- MBC 《여러분의 인기가요》(1992년 4월 17일)
- MBC 《퀴즈여행 달려라 지구촌》(1993년 2월 16일)
- MBC 《즐거운 세상》(1993년 3월 8일) - 게스트(최진실과 함께)
- MBC 《이야기쇼 만남》(1993년 3월 10일) - 이성친구가 귀찮을 때 베스트10
- MBC 《특종 TV연예》(1993년 4월 3일/ (1993년 4월 17일) - 뮤직드라마/ 신춘대춘향전
- MBC 《도전 추리특급》(1993년 4월 22일) - 역대 왕중왕전
- KBS 《달려라 고고》(1993년 5월 25일)
- MBC 《전격 팡팡쇼》 (1993년 6월 21일) - 원초적 콤비
- MBC 《일요일 일요일 밤에》 (1993년 9월 26일) - 명작 속의 사랑이야기 "작은사랑의 멜로디"
- MBC 《이야기쇼 만남》(1994년 1월 19일) - 겨울방학 특집
- MBC 《지금은 특집방송중》(1994년 3월 12일)
- MBC 《우정의 무대》(1994년 3월 10일) - 300회 특집 육군 방패부대 헌병단
- MBC 《우정의 무대》(1994년 5월 15일) - 오성 포병부대
- MBC 《토요일 토요일은 즐거워》(1995년 1월 21일) - 토토 연예특급
- MBC 《특종 연예시티》(1996년 5월 5일) - 뉴스시티
- KBS 《TV는 사랑을 싣고》(1996년 11월 29일) - 게스트
- KBS 《서세원 쇼》(2002년 1월 29일) - 게스트(최진실과 함께)
- MBC 《황금어장-라디오 스타》(2008년 7월 2일) - 게스트
- tvN 《현장 토크쇼 택시》(2008년 7월 17일)(2008년 7월 24일) - 게스트
- KBS 《해피투게더 시즌3》(2008년 8월 21일) - 게스트
- MBC 《우리 결혼했어요》(2008년 9월 14일) - 게스트
- KBS 《상상더하기》(2008년 9월 30일) - 게스트
- KBS 《박중훈쇼 대한민국 일요일밤》(2008년 12월 21일) - 게스트
- SBS 《좋은 아침》(2009년 10월 1일)(2009년 10월 6일) - 게스트
- MBC 《기분좋은 날》(2010년 1월 21일) - 게스트

### 뮤직비디오
- 최진영(SKY)의 <24시간의 신화>(2001년)
- 최진영(SKY)의 <그때까지만>(2004년)
- 조장혁의 <희재(熹渽)>(2008년)

### 앨범
최진영은 음악 분류상 대중음악 분야에서 활동했다. 앨범에 담긴 음악의 장르는 크게 락 음악, 팝 음악, 발라드 등으로 나뉠 수 있다. 하위 장르로 헤비 메탈, 댄스 팝 등도 포함되어 있다.
- 1집 《Final Fantasy》
  - 발매일: 1999년 11월 16일
  - 타이틀곡: <영원>
- 2집 《영원(永遠) Ⅱ》[127]
  - 발매일: 2001년 11월 12일
  - 타이틀곡: <24시간의 신화>, <영원 Ⅱ>
- 3집 《The 3rd Sky》[128]
  - 발매일: 2004년 9월 23일
  - 타이틀곡: <그때까지만>

## 수상
- 1991년 : 제12회 청룡영화상 신인남우상 (산산이 부서진 이름이여), 제2회 춘사대상영화제 신인남우상 (산산이 부서진 이름이여)[19]
- 2000년 : SBS 가요대전 록 부문, 대한민국영상음반대상 신인가수상, 하이원 서울가요대상 인기상, 엠넷 아시안 뮤직 어워드 신인가수상

### 가요 프로그램 1위
| 연도            | 수상 내역 (총 7회) |
| --------------- | --- |
| 2000년 (총 7회) | - 영원 (총 7회) - 1월 30일 SBS 《인기가요》 1위 - 2월 8일 KBS 《뮤직뱅크》 1위 - 2월 15일 KBS 《뮤직뱅크》 1위 (2주 연속) - 2월 18일 KMTV 《쇼 뮤직탱크》 1위 - 2월 22일 KBS 《뮤직뱅크》 1위 (3주 연속) - 2월 25일 KMTV 《쇼 뮤직탱크》 1위 (2주 연속) - 3월 3일 KMTV 《쇼 뮤직탱크》 1위 (3주 연속) |

## 관련 기사
- 이인경. 최진영, "조카들 아버지 될 터" 독신선언. 스포츠한국. 2004년 10월 9일.
 임이랑. 최진영, "조카들에게는 친구이자, 삼촌이자, 아빠이고 싶어". 마이데일리. 2007년 5월 8일.
 임이랑. 최진영, "틈틈이 작사 작곡, 가수로도 컴백 계획 있어". 마이데일리. 2007년 5월 9일.
 오미정. 최진영, "괴로운 일 많았던 지난 해, 올해는 좋은 일만 기대". 노컷뉴스. 2007년 5월 10일.
- 길혜성. 최진영, "폭행 안했다". 머니투데이. 2007년 9월 18일.
 강승훈. 최진영, "폭행설 사실무근, 실랑이는 맞다". 조이뉴스24. 2007년 9월 18일.
 임이랑. 최진영, "폭행 아니다". 마이데일리. 2007년 9월 18일.
 이경호. 최진영과 마찰 팬엔터테인먼트 측, "당사자 사과하고 넘어가면 될 일". 마이데일리. 기사입력 2007년 9월 18일. 최종수정 2007년 9월 19일.
 김수진. 최진실-진영 남매, '폭행시비' 팬엔터테인먼트 측 사과 방문. 머니투데이. 2007년 9월 18일.
- 서예림. 배우 최진영, "외롭고 힘들어도 연기는 나의 전부". 한경닷컴. 2009년 6월 15일.

## 관련 서적
- 최진실. 《그래, 오늘 하루도 진실하게 살자》. 책이있는마을. 1998년. ISBN 89-88086-15-5
- 이창세. 《나는 영화가 좋다》. 지식의숲. 2011년. ISBN 978-89-5797-896-2
- 정옥숙. 《엄마가, 미안해 그리고 사랑해》. 웅진윙스. 2011년. ISBN 978-89-01-12433-9
- 주진우. 《주기자》. 푸른숲. 2012년. ISBN 978-89-7184-878-4

## 관련 영상
- 장동건, 최진영, 장현철이 부르는 '걸어서 하늘까지'. 1993년 5월 28일.
- SKY 스카이 최진영 - 어머니와 밀착다큐
- SKY 스카이 최진영 - 영원 (2000 SBS 가요대전 Rock부문 수상)
- 심장병 어린이를 돕는 최진영(feat 최진실)

## 같이 보기
- 홍진경
- 이영자
- 상속